# Die unerträgliche Leichtigkeit des Seins

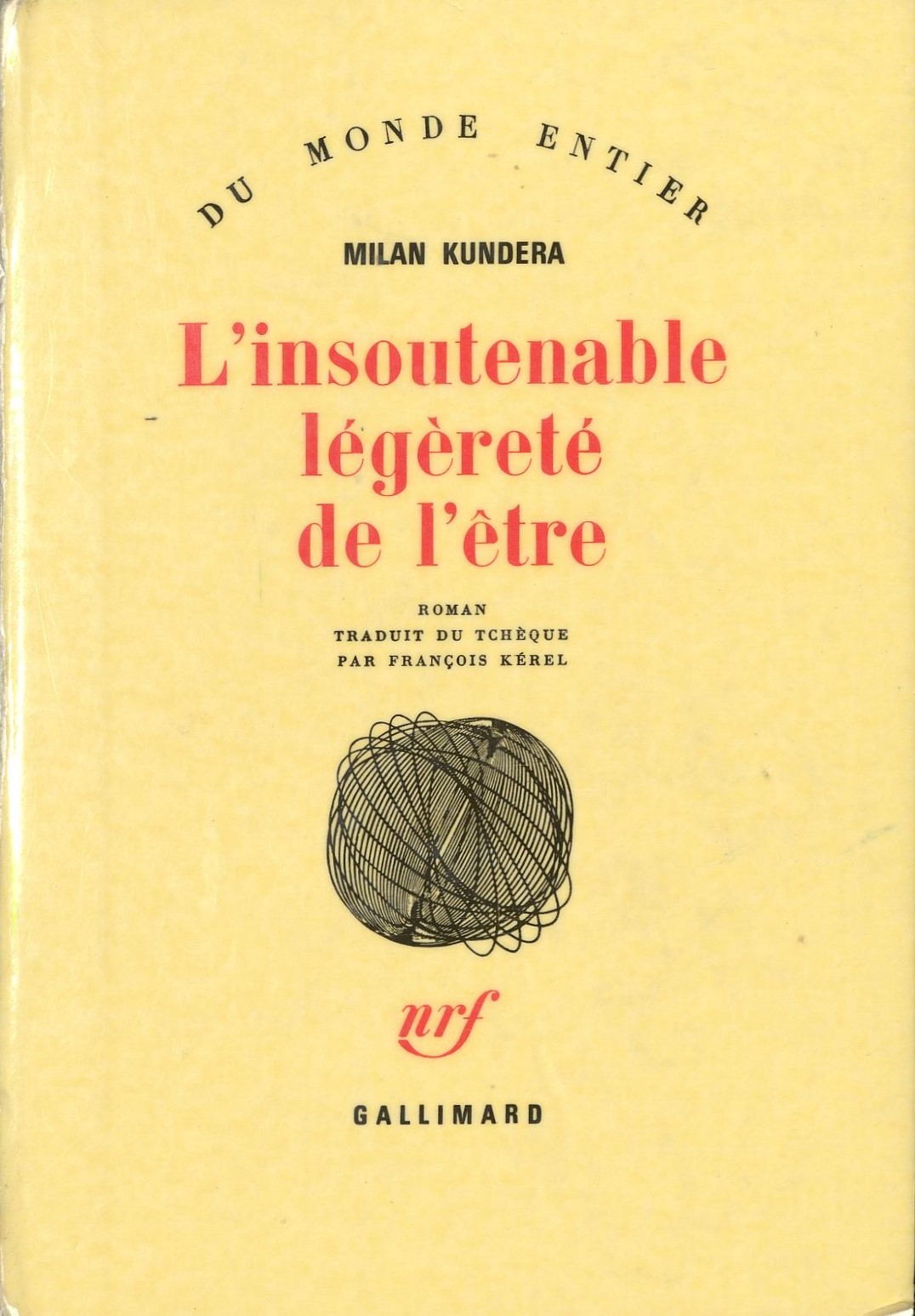
L' insoutenable légèreté de l'être, Titel der französischen Erstausgabe, Gallimard, Paris 1984

Die unerträgliche Leichtigkeit des Seins (tschechisch Nesnesitelná lehkost bytí; Titel der französischen Erstausgabe: L’insoutenable légèreté de l’être) ist ein Roman des tschechischen Autors Milan Kundera, den er 1984 während seines Exils in Frankreich in französischer Übersetzung veröffentlichte. Erst 2006 ist sein kommerziell erfolgreichstes Werk – in einer von Kundera leicht überarbeiteten Fassung – in Tschechien erschienen. Bereits 1985 ist die erste tschechische Ausgabe in kleiner Auflage im Exilverlag 68 Publishers erschienen, der von Josef Škvorecký und dessen Frau Zdena Salivarová in Toronto gegründet worden war.

## Handlung
Während der Zeit der repressiven tschechischen Fortsetzung des Stalinismus lernt der erfolgreiche Prager Chirurg Tomas in der Provinz die sehr junge Serviererin Teresa kennen, die, obwohl sie Klassenbeste war, das Gymnasium abgebrochen hatte. Tomas der bereits geschieden ist und das Sorgerecht um den Sohn abgetreten hat, war nur wenige Tage zur Hilfestellung bei einem Fall in eine Klinik gerufen worden, die sich in einer böhmischen Kleinstadt befindet. Im späteren Verlauf des Romans deuten lokale Hinweise wie Kurstadt, hölzerne Kolonaden, Trinkbrunnen, Benennung der Stalinstraße, Moskauer Platz oder Kurhaus Tschailkovsky auf Karlsbad in den Sechziger Jahren hin, wohin Teresa und Tomas im Romanverlauf einige Male zurückkehren. Sie beginnen eine lebenslange Beziehung, die unter Tomas’ ständigen Affären leidet. Teresa, die unter der Missbilligung ihrer kompromittierenden Mutter leidet und aus dieser Lebenswelt ausbrechen will, ist sich völlig bewusst, dass sie beide ein unterschiedliches Verständnis von Liebe und Sexualität haben. Daher stellt sie Tomas lange Zeit nicht zur Rede, sondern erträgt sein Verhalten.
Während des Prager Frühlings beginnt Teresa als Fotoreporterin zu arbeiten. Sie dokumentiert mit ihren Fotos den Einmarsch der Truppen des Warschauer Paktes, der die tschechoslowakische Reformpolitik unter Alexander Dubček beendet, bevor sie und Tomas in die Schweiz fliehen. Dort findet Tomas rasch Arbeit als Chirurg und erneuert sein altes Verhältnis zu der Malerin Sabina, deren Beziehung mit dem Genfer Hochschullehrer Franz einen Seitenstrang des Romans bildet. Teresa dagegen tut sich schwer mit dem Leben im freien Westen, mit der „unerträglichen Leichtigkeit des Seins“.
Teresa flieht vor Tomas und seinen Affären zurück in die Tschechoslowakei. Tomas folgt ihr von Mitgefühl geplagt nach Prag, gerät dort aber bald mit der neuen Parteilinie in Konflikt, da er sich weigert, einen während des Prager Frühlings verfassten Zeitungsartikel zu widerrufen. Er wird gezwungen, seine Karriere als Chirurg aufzugeben, und lernt als Fensterputzer eine neue Auffassung von Arbeit kennen. Den neugewonnenen „Freiraum“ nutzt er zu neuen Liebschaften. Da Teresa Tomas’ Affären und die bedrückende Atmosphäre von Bespitzelung und Verrat in Prag nicht mehr erträgt, zieht das Paar in ein kleines, abgelegenes Dorf in Böhmen, wo es in einer landwirtschaftlichen Genossenschaft arbeitet und zur Ruhe kommt. Dort kommen beide bei einem Lkw-Unfall ums Leben.
Wie in allen Romanen Kunderas wird die Handlung von philosophischen Betrachtungen begleitet. So kreisen die zentralen Gedanken von „Die unerträgliche Leichtigkeit des Seins“ um Friedrich Nietzsches Idee der „ewigen Wiederkunft“.

## Verfilmung
Der Roman wurde 1988 von Philip Kaufman mit Juliette Binoche, Daniel Day-Lewis und Lena Olin in den Hauptrollen unter dem Titel Die unerträgliche Leichtigkeit des Seins (Original: The Unbearable Lightness of Being) verfilmt.

## Ausgaben
- L’insoutenable légèreté de l’être : Roman. Übersetzung François Kérel. Gallimard, Paris 1984.
- Die unerträgliche Leichtigkeit des Seins. Übersetzung Susanna Roth. Hanser, München 1984.
- Nesnesitelná lehkost bytí. 68 Publishers, Toronto 1985.